# Airbag (banda española)
Airbag es un trío de música rock procedente de Estepona (Málaga, España). El grupo se formó en 1998 y, tras grabar dos maquetas, comenzó a ganar popularidad a través de Radio 3 de la mano del locutor Juan de Pablos.
Su peculiar estilo está marcado por letras de temática adolescente que incluyen referencias a películas de serie B, la ciencia ficción, las artes marciales y el surf. En cuanto a sus influencias musicales, se muestran cercanos a grupos como Los Nikis, Ramones, The Beach Boys, Los Flechazos, The Queers y Weezer.
Mantienen además una estrecha relación con el cine español, participando en diversas bandas sonoras y apareciendo en películas como Karate a muerte en Torremolinos de Pedro Temboury y See you later Cowabunga! de José Roberto Vila.

## Historia
Adolfo Díaz (voz y guitarra), Pepillo Medina (bajo y coros) y José Andrés Albertos (batería) formaron Airbag en 1998, después de varios años tocando juntos en diferentes bandas locales. Sus primeras influencias abarcan desde grupos vocales de los años 50, música surf, el sonido de Phil Spector y grupos de chicas, hasta bandas de pop de los años 60 como The Beatles, The Who, The Hollies o The Zombies. También se inspiran en el garage sesentero, el bubblegum, The Beach Boys, el punk clásico de grupos como The Clash o Buzzcocks, y el punk pop más actual de bandas como The Muffs, The Queers o Green Day. Además, tienen influencias de grupos de power pop como The Beat, The Housemartins o The Rubinoos, y bandas más actuales como Fountains of Wayne o Teenage Fanclub. En el ámbito nacional, se inspiran en grupos como Feedbacks, Los Nikis, Shock Treatment o Los Hermanos Dalton, pero, sobre todo, en los Ramones.

## Miembros
- Adolfo Díaz - voz y guitarra
- Pepillo Medina - bajo y coros
- José Andrés Albertos - batería

## Discografía
Para una lista completa de todas las canciones, ver Lista de canciones de Airbag

### Álbumes
- 2000: Mondo cretino (Wild Punk Records)
- 2003: Ensamble cohetes (El Ejército Rojo)
- 2005: ¿Quién mató a Airbag? (Wild Punk Records)
- 2008: Alto Disco (Wild Punk Records)
- 2009: Mondo cretino (Deluxe 2004) (Wild Punk Records)
- 2010: 16 Versiones Y Rarezas Para Norbert & Cali (Wild Punk Records)
- 2011: Manual de Montaña Rusa (Wild Punk Records)
- 2014: Buscando la Ola Perfecta en Directo en la Sala Heineken (Wild Punk Records)
- 2015: Gotham te Necesita (Sony Music)[2]
- 2019: Cementerio Indie (Sonido Muchacho)
- 2022: Siempre Tropical (Sonido Muchacho)

### EP, Sencillos y Splits
- 2001: Voy a acabar con el invierno CD EP (Reeditado en 2012 en 7") (Wild Punk Records)
- 2003: Mafia rusa en la costa del sol (El Ejército Rojo-BMG). CD Single
- 2006: Buscando los regalos de navidad Digital Single
- 2008: Airbag vs. Los Reactivos - 2008 (No Tomorrow Records), EP compartido con la banda castellonense Los Reactivos.
- 2011: Trailer (Wild Punk Records). CD Single
- 2012: Rockaway Sessions Digital Live EP
- 2015: Ladrones de Cuerpos / Arkanoid 7"
- 2015: La Bomba de Neutrones / La Medalla Fields 7"
- 2020: Koi No Yokan 7"
- 2020: Discotecas 10"
- 2022: Finales alternativos 7"
- 2022: Perros y Gatos 7"
- 2022: La marmota Phil 7"
- 2024: Vida Extra 7"

### Otros
- 1998: Abróchense los cinturones (Casete autoproducida).
- 1998: Quiero verano - 1998 (Casete autoproducida).
- 1999: Quiero verano - 1999 (CD-R producido en Pig Estudios, Granada).